# روی هارپر (کمیک)
روی هارپر (به انگلیسی: Roy Harper)یک شخصیت خیالی قهرمان است که در کتب کامیک دی سی کمیکز وجود دارد؛ و برای اولین بار، در شمارهٔ ۷۳ مجلهٔ کمیک‌های بیشتر جالب (More Fun Comics #73) در نوامبر ۱۹۴۱ معرفی شد.
کمان‌دار قرمز (به انگلیسی: Red Arrow) نام دیگر او است و شاگرد و همکار کماندار سبز بوده است. او لباسی قرمز به تن می‌کند و با تیرکمان و تیر قرمز به مبارزه با خلاف کاران می‌پردازد. او علاقه‌مند به رنگ قرمز است. وی در گذشته با نام اسپیدی شناخته می‌شد. او همچنین جزء لیگ عدالت می‌باشد. در مجموعه کمیک(رد هود و مجرمان)او بود که ردهود را متقاعد کرد که کارهای نادرست گذشته را کنار بگذارد و خود با مجرمان بجنگد و پس از مدتی همرزم و دوست صمیمی اوشد. او در زمانی که استارفایر فراموشی گرفته بود به او نزدیک شد و پس از مدتی به هم علاقه‌مند شدند ولی روی خیلی زود حس کرد استارفایر آنگونه که به دیک گریسون محبت میکرد به او محبت نمی‌کند اما پس از آنکه حافظه استارفایر بازگشت فهمید که استارفایر وانمود میکرده که محبت نمی‌کند چون نمیخواست خودش را پیش او آسیب پذیر نشان دهد . در زمانی کوتاه روی به خاطر بدبینی به استارفایر با او به هم زد ولی خیلی زود باهم آشتی کردند ولی رابطه ی آنها دایماً رو به سردی میرود و آنها از هم دور میشوند چون روی دریافت که استارفایر به نایت وینگ علاقه بیشتری دارد. و در آخر کمیک به زمانی میرسد که هر دو دریافته اند که وقت آن هست که از یک دیگر جداشوند. روی از استارفایر قول میگیرد که وقتی به تاماران میرود به یاد او باشد و همیشه از او یاد کند و استارفایر به او قول میدهد که اینطور باشد و از یک دیگر جدا میشوند. رد هود به او میگوید با برگشتن حافظه ی استارفایر او قطعاً به سوی دیک گریسون بازمیگردد و این بیشتر در روحیه روی هارپر تاثیر میگذارد.

## تاریخچه ی شخصیت
پدر او ورزشکار حرفی ای در رشته ی تیرکمان بود .او از سن هفت سالگی تیر کمان دست گرفت. او در سن هجده سالگی به دانا تروی علاقه پیدا کرد. دوست او گرین ارو هست.